# Friedrich von Deym

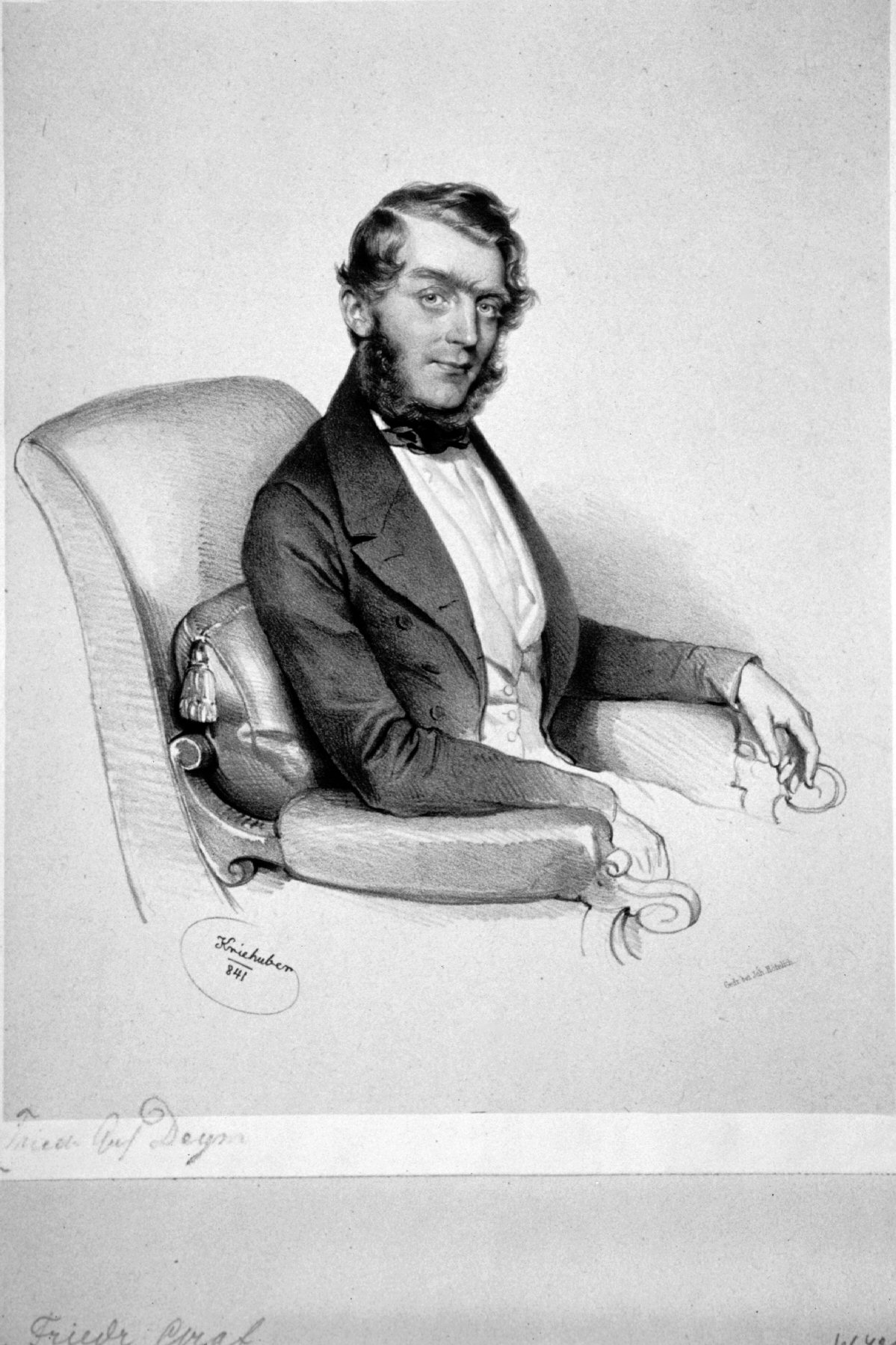
Friedrich von Deym, Lithographie von Josef Kriehuber, 1841

Friedrich Joseph Franz Wenzel Deym, Graf von Střítež (* 3. Mai 1801 in Wien; † 23. Januar 1853 in Wien) war ein böhmischer Großgrundbesitzer und Abgeordneter der Frankfurter Nationalversammlung.

## Leben
Er entstammte der Linie Nemyšl des böhmischen Herrengeschlechts Deym, war Großgrundbesitzer mit zahlreichen Gütern in Böhmen, u. a. Herr auf Nemyšl mit Mitrovice im Bezirk Tabor, auf Liblice mit Bosin und Semanovice im Bezirk Melnik und auf Lojovice im Bezirk Karolinenthal.
Er war zweimal verheiratet. Seine erste Frau war Pauline Seignan de Casteras (* 30. Oktober 1804; †  13. Juli 1825). Die Ehe blieb kinderlos. Nach ihrem Tod heiratete er Caroline de Longueval, Gräfin von Buquoy (1811–1898), eine Tochter von Georg Franz August von Buquoy. Das Paar hatte folgende Kinder:
- Felix Georg Gabriel Pancraz  (* 12. Mai 1832; † 28. Februar 1892) ⚭ Sophia Cassandra Maria Luise Praxedis, Gräfin von Bulgarini Contessa d' Elci (* 21. Juli 1836; † 27. April 1894)
- Anna Agnes Gabrielle Caroline (20. Januar 1835; † Vászka 19. August 1870) ⚭ Emil Johann Friedrich Baron v. Hoenning O’Carroll  (* 12. November 1833;  ⚭ † Puchó 15. September 1894)
- Maria Franz-Xaver Friedrich Carl Markus (* 25. April 1849; † 14. Mai 1920) ⚭ Julia Bertha Grueber (* 15. September 1844; † 31. Juli 1930)

## Laufbahn
Friedrich von Deym beschritt zunächst die für die Angehörigen des alten Adels der Habsburger Monarchie übliche Laufbahn. Neben der Verwaltung seines Grundbesitzes wurde er Offizier und Höfling am Wiener Hof. Er brachte es bis zum Rittmeister und zum Kaiserlich-königlichen Kammerherrn.
Erst mit der Revolution von 1848 wandte er sich politischen Aufgaben zu. Er wurde für den Wahlkreis Hohenelbe in die Frankfurter Nationalversammlung gewählt und war vom 16. September 1848 bis zum 13. April 1849 Mitglied des Paulskirchen-Parlaments. Er schloss sich der nationalliberalen Kasino-Fraktion, der stärksten Fraktion in der Nationalversammlung, an, die für die Erbmonarchie, (bei Wahrung der Bürgerrechte) und für eine weitgehende Autonomie der deutschen Einzelstaaten eintrat.